# Chiesa cattolica nelle Figi

Localizzazione delle Isole Figi.

La Chiesa cattolica nelle Figi è parte della Chiesa cattolica in comunione con il vescovo di Roma, il papa.

## Storia e organizzazione ecclesiastica
L'arcipelago delle isole Figi fu evangelizzato dai padri Maristi nel corso dell'Ottocento. La prefettura apostolica, istituita nel 1863, fu elevata a vicariato apostolico nel 1887, a sua volta elevato al rango di arcidiocesi metropolitana nel 1966 col nome di arcidiocesi di Suva.
Questa è anche l'unica circoscrizione ecclesiastica presente nello stato insulare.
L'episcopato figiano fa parte della conferenza episcopale del Pacifico.

## Nunziatura apostolica
La nunziatura apostolica delle isole Figi è stata istituita il 12 settembre 1978 con la lettera apostolica Cum probe noverimus di papa Giovanni Paolo I, separandola dalla delegazione apostolica nell'Oceano Pacifico. Il nunzio risiede a Wellington, in Nuova Zelanda.

### Pro-nunzi apostolici
- Antonio Magnoni † (24 aprile 1980 - 22 luglio 1989 nominato pro-nunzio apostolico in Egitto)
- Thomas Anthony White † (14 ottobre 1989 - 27 aprile 1996 dimesso)

### Nunzi apostolici
- Patrick Coveney † (15 ottobre 1996 - 25 gennaio 2005 nominato nunzio apostolico in Grecia)
- Charles Daniel Balvo (1º aprile 2005 - 17 gennaio 2013 nominato nunzio apostolico in Kenya e osservatore permanente della Santa Sede presso l'UNEP e l'UN-HABITAT)
- Martin Krebs (23 settembre 2013 - 16 giugno 2018 nominato nunzio apostolico in Uruguay)
- Novatus Rugambwa (25 maggio 2019 - ? dimesso)
- Gábor Pintér, dal 29 agosto 2024